# Gianni Guigou
Gianni Bismark Guigou Martínez (* 22. února 1975) je bývalý uruguayský profesionální fotbalista, který hrál na pozici záložníka.

## Kariéra
Svoji kariéru zahájil v Nacionalu, kde hrál od roku 1994 do 2000 a s týmem vyhrál uruguayské ligové tituly v letech 1998 a 2000. V roce 2000 odešel z Nacionalu za 5,8 milionu amerických dolarů do klubu AS Řím, se kterým vyhrál Serii A 2000/01. Guigou odešel na hostování do Sieny v létě 2003 a v červenci 2004 byl prodán do Fiorentiny za symbolickou částku 516 eur. V červnu 2006 odešel jako součást dohody spolu s Massimem Gobbim a Reginaldem do nového klubu v Serii B Treviso.
Po vyloučení klubu z profesionálního fotbalu v roce 2009 byl klubem propuštěn zadarmo a později se připojil znovu k Nacionalu. Hrál za Uruguay na Mistrovství světa ve fotbale 2002.
Má také italské občanství.

## Úspěchy
AS Řím
- Serie A: 2000/01
- Supercoppa Italiana: 2001

Uruguay
- Poražený finalista Copa América: 1999